# Helen Hunt
Helen Elizabeth Hunt (Culver City, 15 de Junho de 1963) é uma cineasta e atriz norte-americana. Ela recebeu vários prêmios ao longo de sua carreira, incluindo um Oscar e quatro prêmios Emmy.
Hunt ganhou fama interpretando Jamie Buchman na sitcom Mad About You (1992–1999, 2019), que lhe rendeu três prêmios Globo de Ouro de melhor atriz em série de comédia ou musical e quatro Emmy de melhor atriz numa série de comédia.
Ela ganhou o Oscar de melhor atriz pelo filme Melhor É Impossível (1997), enquanto sua interpretação de Cheryl Cohen-Greene em As Sessões (2012), lhe rendeu uma indicação ao Oscar de melhor atriz coadjuvante. Seus outros papéis no cinema incluem Twister (1996), Náufrago (2000), Do Que as Mulheres Gostam (2000), A Corrente do Bem (2000), Bobby (2006), Soul Surfer - Coragem de Viver (2011) e The Miracle Season (2018).
Hunt fez sua estreia como diretora com Quando Me Apaixono (2007), e dirigiu o filme Ondas da Vida (2014) e episódios de séries de televisão incluindo House of Lies, This Is Us, Feud: Bette and Joan, American Housewife e o episódio de estreia do revival Mad About You.

## Início da vida
Nasceu em Culver City, Califórnia, filha de Jane Elizabeth uma fotógrafa e Gordon Hunt, um diretor de cinema e professor de atuação. Seu tio, Peter H. Hunt, também é um diretor, e sua avó materna, Dorothy Fries foi uma treinadora de voz. Seu pai é judeu, e sua mãe era metodista. Ela passou parte de sua infância em Nova Iorque e mais tarde frequentou a Universidade da Califórnia em Los Angeles.

## Carreira
Helen começou a trabalhar na década de 1970 como atriz infantil. Seus primeiros papéis em incluiu uma aparição em The Mary Tyler Moore Show, e também apareceu ao lado de Lindsay Wagner em um episódio de The Bionic Woman. Helen prosseguiu em diversos filmes feitos para TV, mas conseguiu sucesso com a série televisiva Louco por Você, de 1992, através da qual ganhou quatro prêmios Emmy de Melhor Atriz em Série de Comédia.
Em 1998, Helen ganhou o Globo de Ouro de Melhor Atriz em Comédia ou Musical e o Oscar de Melhor Atriz por sua interpretação como Carol Connelly, uma garçonete e mãe solteira que se apaixona por Melvin Udall, um escritor obsessivo-compulsivo interpretado por Jack Nicholson no filme Melhor É Impossível.
Em 2000, Helen voltou para o cinema em quatro filmes: Dr. T & the Women, com Richard Gere; Pay It Forward, com Kevin Spacey e Haley Joel Osment; What Women Want com Mel Gibson; e Cast Away, com Tom Hanks.
Em 2007, ela fez sua estreia na direção com o filme Then She Found Me, o qual escreveu e também atuou. O filme recebeu críticas mistas e, após isso, ela não chegou a dirigir nenhum outro filme. Helen ficou afastada do cinema por alguns anos, até retornar com o filme The Sessions, que lhe rendeu diversos prêmios, incluindo o Independent Spirit de Melhor Atriz Coadjuvante, e uma segunda indicação ao Oscar, além de indicações ao BAFTA, Critics Choice, Globo de Ouro, e ao SAG todos de Melhor Atriz Coadjuvante.

## Filmografia

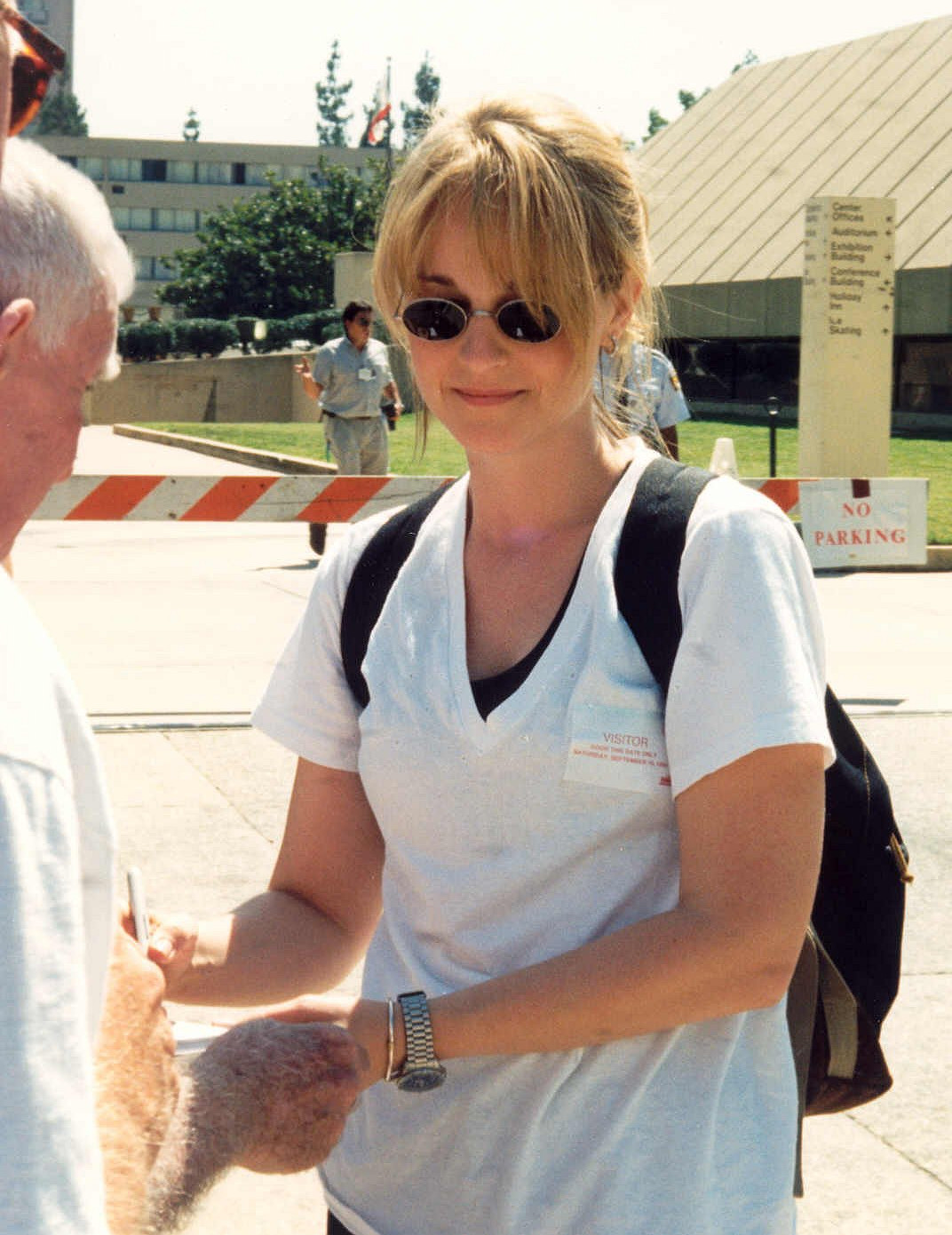
Hunt em 1994.

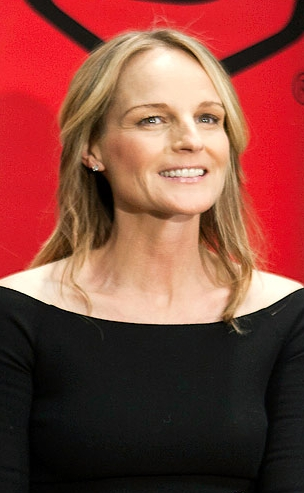
Helen Hunt em 2011.

- 2020 - O Recepcionista (The Night Clerk)
- 2019 - À Espreita do Mal (I See You)
- 2018 - Caixa de Doces (Candy jar, Netflix)
- 2018 - Uma Razão Para Vencer (The Miracle Season)
- 2018 - Lethal soccer mom (Sidelined)
- 2014 - Ondas da Vida (Ride)
- 2012 -  As Sessões (The Sessions)
- 2011 - Soul Surfer
- 2007 - Quando Me Apaixono (Then She Found Me)
- 2006 - Bobby
- 2005 - Empire Falls (TV)
- 2004 - Falsária (A good woman)
- 2001 - The Curse of Jade Scorpion
- 2001 - Cast Away
- 2000 - What Women Want
- 2000 - Dr. T and the Women
- 2000 - Pay It Forward
- 1999 - Mad About You (série de televisão)
- 1998 - Twelfth night (TV)
- 1998 - Os Simpsons (série de televisão)
- 1997 - As Good as It Gets
- 1996 - Twister
- 1995 - Kiss of Death
- 1995 - Friends
- 1993 - In the Company of Darkness
- 1993 - Sexual healing
- 1992 - Only You
- 1992 - Bob Roberts
- 1992 - Trancers III
- 1992 - Mr. Saturday Night
- 1992 - Trancers III'
- 1992 - The Waterdance
- 1991 - Murder in New Hampshire: The Pamela Wojas smart story (TV)
- 1991 - Into the Bedlands (TV)
- 1991 - Trancers II
- 1990 - Capitão Planeta (Captain Planet and the Planeteers, série de televisão)
- 1989 - Conspiração tóxica (Incident at dark river) (TV)
- 1989 - China Beach (série de televisão)
- 1989 - Marcados pelo ódio (Next of Kin)
- 1988 - O príncipe encantado (The Forg Prince)
- 1988 - Fotografando a morte (Shooter) (TV)
- 1988 - Darkroom
- 1988 - Gritos de revolta (Miles from home)
- 1988 - Memórias secretas (Stealing home)
- 1987 - Projeto secreto: macacos (Project X)
- 1987 - O Carona (The Hitchhiker, série de televisão)
- 1986 - Peggy Sue - Seu passado a espera (Peggy Sue Got Married)
- 1985 - Dançando na TV (Girls just want to have fun)
- 1985 - O Exterminador do Século 23 (Trancers)
- 1985 - "O Homem que Veio do Céu" ("Highway to Heaven", série de televisão)
- 1985 - Waiting to act
- 1984 - Sweet revenge (TV)
- 1983 - Choices of the heart (TV)
- 1983 - Quarterback princess (TV)
- 1983 - Bill: on his own (TV)
- 1982 - Vidas desesperadas (Desperate Lives) (TV)
- 1981 - Child bride of short creek (TV)
- 1981 - Miracle of Kathy Miller, The (TV)
- 1981 - Best little girl in the world, The (TV)
- 1981 - I think I'm having a baby (TV)
- 1981 - Angel dusted (TV)
- 1980 - "Os Fatos da Vida" ("Facts of Life", série de televisão)
- 1979 - Transplant (TV)
- 1978 - "A Mulher Biônica" ("The Bionic Woman", série de televisão)
- 1977 - Terror na Montanha-Russa (Rollercoaster)
- 1977 - Spell, The (TV)
- 1977 - "Mary Tyler Moore" (série de televisão)
- 1976 - "Ark II" (série de televisão)
- 1975 - Death scream (TV)
- 1975 - " The Swiss Family Robinson" (série de televisão)
- 1975 - All together now (TV)
- 1973 - Pioneer woman (TV)

## Prêmios e Indicações

#### Óscar
| Ano  | Categoria                | Indicação          | Notas    |
| ---- | ------------------------ | ------------------ | -------- |
| 1998 | Melhor Atriz             | As Good as It Gets | Venceu   |
| 2013 | Melhor Atriz Coadjuvante | The Sessions       | Indicado |

#### Emmy Awards
| Ano  | Categoria                        | Indicação     | Notas    |
| ---- | -------------------------------- | ------------- | -------- |
| 1993 | Melhor Atriz em Série de Comédia | Mad About You | Indicado |
| 1994 | Melhor Atriz em Série de Comédia | Mad About You | Indicado |
| 1995 | Melhor Atriz em Série de Comédia | Mad About You | Indicado |
| 1996 | Melhor Atriz em Série de Comédia | Mad About You | Venceu   |
| 1997 | Melhor Atriz em Série de Comédia | Mad About You | Venceu   |
| 1998 | Melhor Atriz em Série de Comédia | Mad About You | Venceu   |
| 1999 | Melhor Atriz em Série de Comédia | Mad About You | Venceu   |

#### Globo de Ouro
| Ano  | Categoria                                   | Indicação          | Notas    |
| ---- | ------------------------------------------- | ------------------ | -------- |
| 1994 | Melhor Atriz em Série de Comédia ou Musical | Mad About You      | Venceu   |
| 1995 | Melhor Atriz em Série de Comédia ou Musical | Mad About You      | Venceu   |
| 1996 | Melhor Atriz em Série de Comédia ou Musical | Mad About You      | Indicado |
| 1997 | Melhor Atriz em Série de Comédia ou Musical | Mad About You      | Venceu   |
| 1998 | Melhor Atriz em Série de Comédia ou Musical | Mad About You      | Indicado |
| 1998 | Melhor Atriz em Filme de Comédia ou Musical | As Good as It Gets | Venceu   |
| 2013 | Melhor Atriz Coadjuvante em Cinema          | The Sessions       | Indicado |

#### BAFTA
| Ano  | Categoria                | Indicação    | Notas    |
| ---- | ------------------------ | ------------ | -------- |
| 2013 | Melhor Atriz Coadjuvante | The Sessions | Indicado |

#### SAG Awards
| Ano  | Categoria                         | Indicação          | Notas    |
| ---- | --------------------------------- | ------------------ | -------- |
| 1995 | Melhor Atriz em Série de Comédia  | Mad About You      | Venceu   |
| 1995 | Melhor Elenco em Série de Comédia | Mad About You      | Indicado |
| 1996 | Melhor Atriz em Série de Comédia  | Mad About You      | Indicado |
| 1996 | Melhor Elenco em Série de Comédia | Mad About You      | Indicado |
| 1997 | Melhor Atriz em Série de Comédia  | Mad About You      | Indicado |
| 1997 | Melhor Elenco em Série de Comédia | Mad About You      | Indicado |
| 1998 | Melhor Elenco em Série de Comédia | Mad About You      | Indicado |
| 1998 | Melhor Atriz em Série de Comédia  | Mad About You      | Indicado |
| 1998 | Melhor Atriz Principal            | As Good as It Gets | Venceu   |
| 2007 | Melhor Elenco em Cinema           | Bobby              | Indicado |
| 2013 | Melhor Atriz Coadjuvante          | The Sessions       | Indicado |

#### Critics' Choice Movie Awards
| Ano  | Categoria                | Indicação    | Notas    |
| ---- | ------------------------ | ------------ | -------- |
| 2007 | Melhor Elenco            | Bobby        | Indicado |
| 2013 | Melhor Atriz Coadjuvante | The Sessions | Indicado |